# پرچم پورتوریکو
پرچم پورتو ریکو نمادی از جزیرهٔ پورتوریکو و مردم آن است.
ریشه‌های پرچم فعلی پورتوریکو، که در سال ۱۹۵۲ توسط مشترک‌المنافع پورتوریکو تصویب شده‌است، می‌تواند به سال ۱۸۶۸، هنگامی که اولین پرچم پورتوریکو، «پرچم انقلابی لارس»، توسط دکتر رامون امتریا بتینس طراحی شده و توسط ماریانا براستی دوخته شد، بازگردد. آن پرچم در شورش کوتاه مدت پورتوریکو علیه حکومت اسپانیایی در جزیره به نام «ال گریتو د لارس» شناخته شد.
در سال ۱۸۹۵ این پرچم با الهام گرفتن از پرچم کوبا به شکل کنونی خود طراحی شده‌است. پرچم جدید شامل پنج نوار افقی یکسان به رنگ‌های سفید و سرخ (یکی در میان) است و یک مثلث آبی بر کنارهٔ آن است که ستاره ای بزرگ، سفید و پنج‌پر در مرکزش قرار دارد. اولین بار چنین پرچمی در ۲۴ مارس ۱۸۹۷ در پورتوریکو در جریان شورش " Intentona de Yauco " به اهتزاز درآمد. استفاده و نمایش پرچم پورتوریکو غیرقانونی بود و تنها پرچم‌های مجاز در پورتوریکوی آن دوران پرچم اسپانیا (۱۴۹۲ تا ۱۸۹۸) و پرچم ایالات متحده (۱۸۹۸ تا ۱۹۵۲) بودند.
در سال ۱۹۵۲، دولت مرکزی پورتوریکو همان طراحی پرچم، که در سال ۱۸۹۵ توسط تبعیدیان پورتوریکو در کمیته انقلاب کوبا به نمایش گذاشته شده بود، را به رسمیت شناخت؛ با این تفاوت که رنگ مثلثی که توسط دولت لوئیس مونیوز مارین استفاده شد، آبی تیره بود. در سال ۱۹۹۵، دولت پورتوریکو قوانین مربوط به استفاده از پرچم پورتوریکو را صادر کرد، که تحت عنوان «مقررات استفاده از پرچم کشور مشترک‌المنافع پورتوریکو» (به اسپانیایی: Reglamento sobre el Uso en Puerto Rico de la Bandera del Estado Libre Asociado de Puerto Rico) منتشر شد؛ اما در این قوانین رنگ دقیقی که باید مورد استفاده قرار گیرد، قید نشد؛ بنابراین، عجیب نبود که پرچم پورتوریکو با سایه‌های مختلف آبی و سرخ در جزیره دیده شود. به عنوان مثال چند نسخه با آبی پررنگ‌تر از آبی آسمانی در فضاپیمای دیسکاوری طی عملیات اس‌تی‌اس-۱۱۹ در فضای بیرونی آن در ۱۵ مارس ۲۰۰۹ به اهتزاز درآمد. نبود رنگ رسمی برای پرچم موجب شد تا احزاب سیاسی از رنگ‌های متفاوتی، با توجه به غرایز سیاسی خود، بهره جویند. چنانچه احزاب طرفدار استقلال مخالفان را به جعل رنگ‌ها به گونه‌ای که مشابه پرچم آمریکا گردد، متهم کرده‌اند.

## تاریخچه

### استعمار اسپانیا

پرچم مورد استفاده توسط کشتی‌های کاپیتان کریستف کلمب.

نخستین پرچم افراشته در جزیره را می‌توان به کریستف کلمب نسبت داد که با نصب پرچمش در پورتوریکو، این جزیره را «سن خوان بایستا» نامگذاری کرده و تحت تملک امپراتوری اسپانیا درآورد. کلمب در دفترچهٔ یادداشت خود در ۱۲ اکتبر ۱۴۹۲، از به همراه بردن پرچمی با صلیبی در میان و حروف 'F' و 'Y' در دو سوی صلیب همراه با تاجی بر سر هرکدام، به افتخار فرناندوی دوم، پادشاه آراگون و ایزابل یکم، ملکه کاستیا، که همگی به رنگ سبز بودند، سخن رانده‌است. پس از ورود اروپاییان استعمارگر به قاره آمریکا، کنکیستادور تحت فرمان خوان پونسه د لئون جزیره را فتح کرد. آن‌ها طبق استانداردهای ویژهٔ نظامی‌شان همواره «پرچم امپراتوری اسپانیا» را با خود حمل می‌کردند. پس از استعمار پورتوریکو توسط اسپانیایی‌ها، استفاده از پرچم اسپانیا، مانند دیگر مستعمرات، در آن رایج شد.
هنگامی که نیروهای مسلح اسپانیایی در پورتوریکو خود را سازمان‌دهی کردند، پرچم استانداردی با عنوان «پرچم صلیب بورگوندی» را ساخته و در تمام نقاط حساس جزیره نصب کردند.

### نخستین پرچم‌های ملی

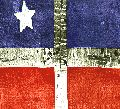
یک عکس از پرچم انقلابی لارس در سال ۱۸۶۸، که به عنوان «پرچم اول پورتوریکو» شناخته می‌شود

جنبش استقلال در پورتوریکو با موفقیت‌های آزادی‌خواهانهٔ سیمون بولیوار و خوزه د سن مارتین در آمریکای جنوبی رقم خورد. در ۱۸۶۸، رهبر آزادی‌خواه محلی، دامون امتریو بتانسس با کمک ماریانا براستی نخستین پرچم محلی را به تقلید از پرچم جمهوری دومینیکن ساخت؛ هدف او از طراحی مشابه دومینیکن، ایجاد کنفدراسیون آنتیل از سه کشور این منطقه بود. این پرچم شامل صلیبی سفید در وسط بود که پرچم را به چهار مربع تقسیم می‌کرد و دو مربع پایین قرمز و دو مربع بالایی آبی بودند. شاعر پورتوریکویی، لوئیس یورنس تورس، صلیب سپید را نشان تمجید از وطن، سرخ را خون ریخته‌شدهٔ مدافعین جزیره و ستاره و پس‌زمینهٔ آبی آن را نماد آسمان و آزادی وصف کرده‌است. «پرچم انقلابی لارس» تنها در شورش کوتاهی، با نام ال گریتو د لارس (گریهٔ لارس)، استفاده شد. پرچم ملی «جمهوری پورتوریکو» توسط فرانسیسکو رامیرز مدینا، که به عنوان اولین رئیس جمهور پورتوریکو سوگند یاد کرد، پرچم صلیب لارس را به عنوان نخستین پرچم پورتوریکو به رسمیت رساند. پرچم اصلی لارس توسط یکی از افسران ارتش اسپانیا به عنوان غنیمت جنگی گرفته شد. چند سال بعد آن را به مردم پورتوریکو پس دادند و اکنون در موزه دانشگاه پورتوریکو نمایش داده می‌شود.
در سال ۱۸۷۳، پس از بازگشت استعمار، دوک آئستا، حاکم اسپانیایی (۱۸۷۳–۱۸۷۰) با تغییر حکومت اسپانیا از پادشاهی به جمهوری، از سوی دولت اسپانیا یک پرچم جدید برای مستعمرات پورتوریکو صادر کرد. پرچم جدید که تا سال ۱۸۷۳ مورد استفاده قرار گرفت، شبیه پرچم اسپانیا بود، با این تفاوت که در وسط آن نشان ملی پورتوریکو قرار داشت. با اعلان پادشاهی اسپانیا در سال ۱۸۷۳، پرچم اسپانیا یک بار دیگر به پورتوریکو بازگشت و تا سال ۱۸۹۸ رواج داشت. اما پس از پیروزی ایالات متحده آمریکا در جنگ آمریکا و اسپانیا، تحت شرایط پیمان پاریس (۱۸۹۸) جزیره متعلق به ایالات متحده شد و پرچم آمریکا در آن نصب گردید.

### طرح کنونی

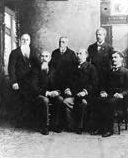
کمیتهٔ انقلابی پورتوریکو (ایستاده از چپ به راست) مانوئل بساسا، اورلیو مندس مارتینز و سوترو فیگوئرا (نشسته از چپ به راست) خوان د متی تترورت، جوزف جولیو هانا و روبرتو هاد تاد

خوان د ماته ترترته، رهبر شورش گریتو د لارس، که در کنار مانوئل رُخاس با هم جنگیدند، به نیویورک تبعید شد. او به عضویت کمیته انقلابی پورتوریکو درآمد و معاون رئیس شد. ترترته و اعضای کمیته انقلابی پرچم لارس را به عنوان استاندارد خود پذیرفتند. در سال ۱۸۹۲, کمیته طراحی پرچم فعلی پورتوریکو را ارائه کرد. طراحی پرچم جدید به پورتوریکن‌های مختلف که از اعضای کمیته انقلابی پورتوریکو در شهر نیویورک بودند، نسبت داده شده‌است.

### وضعیت پرچم متأخر

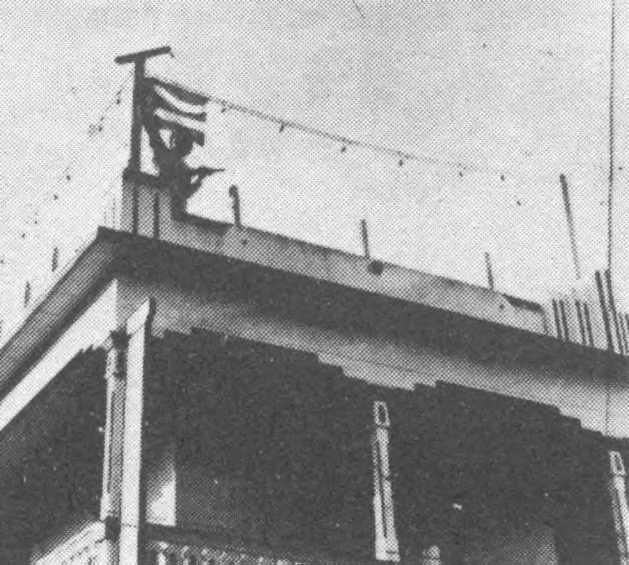
در قیام سال ۱۹۵۰ پرچم پورتوریکو بر فراز ساختمان فرمانداری جزیره نصب شد که یک سرباز آن را به پایین کشید.

از ۱۰ دسامبر سال ۱۸۹۸ (تاریخ انزوای پورتوریکو توسط ایالات متحده) تا سال ۱۹۵۲، نشان دادن پرچم پورتوریکو در عموم خلاف مقررات بود؛ تنها پرچم مجاز به اهتزاز در جزیره پرچم ایالات متحده آمریکا شناخته می‌شد. با این حال پرچم مذکور توسط احزاب ملی‌گرا و حزب لیبرال (پورتوریکو) استفاده می‌شد. در سال ۱۹۳۲، حزب ملی‌گرایان با انجام رای‌گیری، این پرچم را به عنوان نماد خود برگزید. ملی‌گرایان پرتوریکو در مجلس سنا به رهبری لوئیس مونیوز مارین در ۲۱ مه ۱۹۴۸، استفاده از پرچم پورتوریکو و سرود ملی آن را خواستار شدند فرماندار جزیره این خواسته را پذیرفت. پس از این، آمریکایی‌ها مردم را آزاد به انتخاب فرماندار کردند و لوئیس مونیوز به این مقام دست یافت. طی قیام جایویو ملی‌گرایان علیه دولت آمریکا شورش کرده و پرچم خود را بر فراز ساختمان اصلی حکومت محلی نصب کردند که نهایتاً یک سرباز آن را برداشت.

### رسمیت بخشیدن
در سال ۱۹۵۲، فرماندار لوئیس مونیوز و دولت او پرچم پورتوریکو را که در ابتدا در سال ۱۸۹۲ طراحی شده بود، تصویب کردند و آن را پرچم رسمی پورتوریکو اعلام کردند. پرچمی که به عنوان پرچم رسمی تصویب شد، دارای تفاوت‌هایی با پرچم انقلابیون بود. رنگ‌های این پرچم مشابه با رنگ‌های پرچم ایالات متحده آمریکا شده‌بودند. رنگ سرخ و آبی از سرخی و آبی پرچم ایالات متحده تقلید شدند و ستاره نیز تغییراتی کرد تا مشابه آن پرچم شود. بدین صورت مضمون انقلابی‌گری پرچم پورتوریکو تغییر جست. این موجب شد حزب استقلال پورتوریکو دولت را متهم به «ایجاد فساد در نمادهای محبوب» کند. در ۱۹۹۵, بار دیگر دولت از آبی آسمانی در پرچم استفاده کرد.دولت پورتوریکو قوانینی برای چگونگی اهتزاز پرچم ایجاد کرده‌است ولی رنگ‌ها به تثبیت نرسیدند.

## نگارخانه

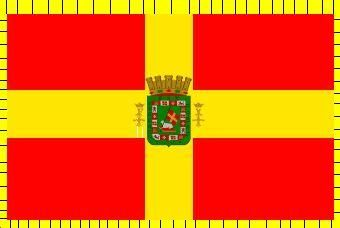
پرچم استان پورتو ریکو (۱۸۷۳–۱۸۹۸)
پرچم انقلابی لارس در ۱۸۶۸
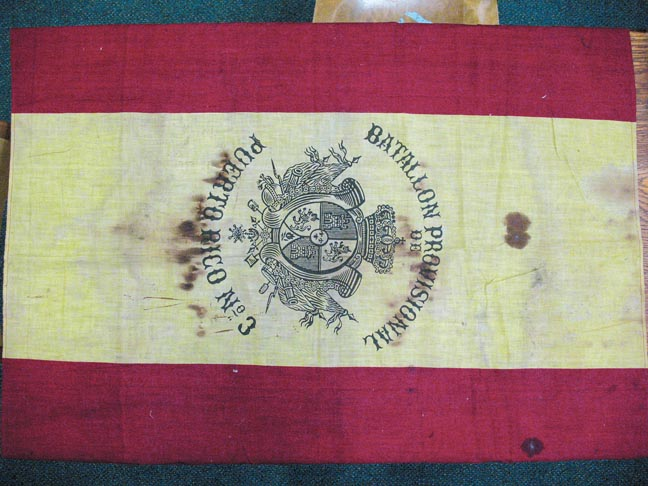
پرچم دوران جنگ اسپانیا و ایالات متحده آمریکا: flag of the Batallón Provisional No. 3 de Puerto Rico (3rd Provisional Battalion of Puerto Rico).
پرچم اسپانیا (۱۸۷۳–۱۸۷۴) در عصر جمهوری اول اسپانیا.
پرچم اصلی پورتوریکو طراحی شده در ۱۸۹۵
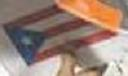
پرچم پورتوریکو که به فضا پرتاب شد. در ۱۵ مارس ۲۰۰۹ میلادی

### دیگر منابع
- Act No.1, Approved July 24, 1952.
- Regulations on the Use of the Puerto Rico flag. Núm. 5282, August 3, 1995 (اسپانیایی)
- Mapas, Escudos y Banderas de Puerto Rico (Actualized ed.). Puerto Rico: Láminas Latino. 2007. (اسپانیایی)